# 13113 Williamyeats
A 13113 Williamyeats (ideiglenes jelöléssel 1993 RQ5) a Naprendszer kisbolygóövében található aszteroida. Eric Walter Elst fedezte fel 1993. szeptember 15-én.